# Pompei
Cet article concerne la ville italienne actuelle. Pour la cité romaine détruite par l'éruption du Vésuve, voir Pompéi. Pour les autres significations, voir Pompéi (homonymie).
Pompei, ou en français Pompéi, est une ville italienne de la ville métropolitaine de Naples en Campanie.

## Géographie
Pompei est la 2e ville la plus proche du Vésuve, après Herculanum (Ercolano). Pompéi est une ancienne ville romaine, Pompeii (nom latin), fondée au VIe siècle av. J.-C.. Le site archéologique est situé dans l'actuelle région de la Campanie, près de Naples, au pied du Vésuve, il fait partie d'un hameau de la commune de Pompéi.

## Histoire
La ville moderne de Pompei a été fondée en 1891 après la construction du Sanctuaire de Notre Dame du Rosaire par l'avocat Bartolo Longo.  

## Hameaux
- Messigno, Pompei Scavi (dans lequel se trouve le site archéologique de Pompéi)

## Communes limitrophes
- Boscoreale, Castellammare di Stabia, Sant'Antonio Abate, Santa Maria la Carità, Scafati (SA), Torre Annunziata

## Évolution démographique
Habitants recensés

### Personnalités nées à Pompei
- Pino d'Angiò (Giuseppe Chierchia) (1952-2024), chanteur italien.
- Giuseppe Abbagnale (1959-), champion olympique d'aviron en 1984.
- Carmine Abbagnale (1962-), champion olympique d'aviron en 1984.
- Agostino Abbagnale (1966-), triple champion olympique d'aviron.
- Claudia Letizia (1979-), danseuse, actrice, mannequin et animatrice.

## Administration
| Période                                  | Période  | Identité          | Étiquette       | Qualité |
| ---------------------------------------- | -------- | ----------------- | --------------- | ------- |
| 28 juin 2004                             | En cours | Claudio d'Alessio | Centro-Sinistra |         |
| Les données manquantes sont à compléter. |          |                   |                 |         |

## Patrimoine
- Site archéologique de Pompéi
- Sanctuaire de Notre Dame du Rosaire de Pompéi